# Campeonato Maranhense de Futebol de 1985
O Campeonato Maranhense de Futebol de 1985 foi a 64º edição da divisão principal do campeonato estadual do Maranhão. O campeão foi o Sampaio Corrêa que conquistou seu 18º título na história da competição. O artilheiro do campeonato foi Renato, jogador do Sampaio Corrêa, com 15 gols marcados.

## Premiação
| Campeonato Maranhense de 1985       |
| São Luís                            |
| ----------------------------------- |
| Sampaio Corrêa Campeão (18º título) |